# Vlag van Azad Kasjmir

Vlag van Azad Kasjmir

De vlag van Azad Kasjmir is het officiële symbool van Azad Kasjmir en bestaat uit de kleuren groen en wit (de nationale kleuren van Pakistan) en saffraan.
De groene kleur symboliseert de moslimmeerderheid in het gebied. De halve maan en ster verwijzen, net als het groen en wit, naar de vlag van Pakistan. Het saffraan symboliseert de aanhangers van het boeddhisme, hindoeïsme en sikhisme in het gebied.
De vier witte strepen staan voor de vier belangrijkste rivieren die door Kasjmir stromen: de Indus, de Ravi, de Chenab en de Jhelum.